# 兵庫県民歌
「兵庫県民歌」（ひょうごけんみんか）は、1947年（昭和22年）に日本国憲法の公布を記念して兵庫県が制定した県民歌である。ただし、制定主体の兵庫県は2014年（平成26年）まで「兵庫県民歌」の存在はもとより、過去にこの「兵庫県民歌」を制定した事実をも否定し続けていた。
作詞・野口猛、作曲・信時潔。

## 制定経緯

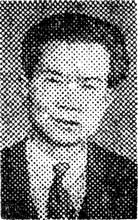
作詞者の野口猛（1906-1972）

太平洋戦争終結の翌1946年（昭和21年）、官選第32代兵庫県知事に任命された岸田幸雄が日本国憲法の公布記念事業として「県民歌制定」を提唱し、歌詞の募集が行われた。宮城県と河北新報社の共同事業として歌詞の募集が行われた2代目の県民歌「輝く郷土」や連合国軍最高司令官総司令部（GHQ/SCAP）から東京都長官への勧奨により「東京都歌」の制定準備が進められていた動きに呼応したものではないかと見られている。
岸田知事自らが委員長を務める審査委員会が全国から寄せられた720編の応募作を審査した結果、有馬郡生瀬国民学校（現在の西宮市立生瀬小学校）教員・野口猛の応募作が一等入選で採用されたことが1947年（昭和22年）2月19日付の神戸新聞で発表された。入選作の他に佳作10編が選ばれており、そのうち1編は映画監督で当時は失業中だった中川信夫の応募作である。作曲は県からの依頼により、東京音楽学校講師の信時潔が手掛けている。
5月3日に兵庫県議会議事堂で行われた日本国憲法施行記念式典では県立神戸第一高等女学校（県立神戸高校の前身の1校）生徒によりこの「兵庫県民歌」の合唱が行われた。5月8日には親和高等女学校講堂で「県民歌発表音楽会」が開催され、4月の統一地方選挙で改めて公選初代知事となった岸田知事の「県民歌制定の意義とその普及を願うあいさつ」および審査委員を務めた詩人の富田砕花による歌詞の解説、宝塚音楽学校管弦楽団の演奏、参会者全員による斉唱が行われた。
1994年（平成6年）に刊行された『富田砕花資料目録』第3集には「県民歌 選評」「〃（補作）」と題する草稿がリストアップされていることが確認できる。また、2001年（平成13年）に刊行された『神戸新聞重要紙面に見る兵庫の100年』では、1947年（昭和22年）の主要見出しで「2・19 兵庫県民歌決まる」が採られている。

## その後

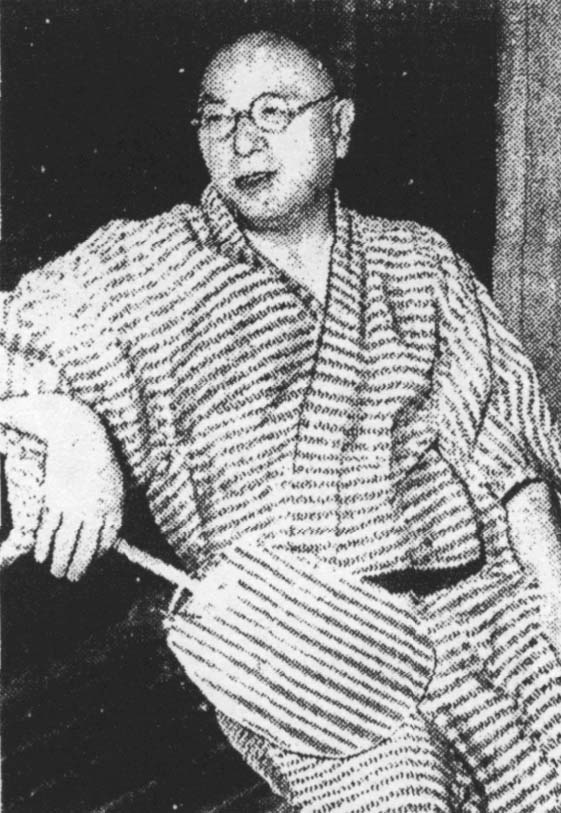
岸田幸雄（官選32代・公選初代兵庫県知事）

この「兵庫県民歌」は近畿地方で最も早く制定された県民歌であるが、現在では全く演奏されていないばかりか制定主体であるはずの兵庫県は昭和40年代以降「県民歌は存在しない」と主張し、岸田知事時代に県民歌を制定した事実をも否定する見解を2014年（平成26年）まで採り続けて来た。
制定から20年後の1967年（昭和42年）に刊行された『兵庫県百年史』にもこの県民歌に関する記述は一切見当たらないが、逆に「兵庫県民歌」の廃止が宣言されたと言う記録もなく、ある時期に突然「存在しない」ことにされたかに見える。その理由についてはこの県民歌の制定を主導した岸田が1954年（昭和29年）に持ち上がった県庁内の裏金疑惑を機に副知事の吉川覚と対立し、捜査終結後に「県政混乱の責任を取る」として臨んだ同年12月の出直し知事選挙で岸田・吉川が共倒れとなって社会党推薦の阪本勝が当選し革新県政が樹立されたことが一つの契機となっているのではないかとの見方がある。
「兵庫県民歌」の旋律は2015年（平成27年）12月31日に著作権の保護期間を満了した。なお「兵庫県民歌」と同じ1947年（昭和22年）の制定とされる神戸市立本庄小学校の校歌（作詞：藤田幸伸）は「作曲者不詳」とされているが、その旋律は信時潔が作曲した「兵庫県民歌」とほとんど同じであるとの指摘がなされている。

### 楽譜の発見
2015年（平成27年）、神戸新聞社の取材で兵庫県公館の公文書館部門である県政資料館に小磯良平が表紙画を描いた「兵庫県民歌」の楽譜が保管されていることが明らかになった。同社の取材に対して県広報課は「（制定時の）新聞記事などから県民歌は存在したとみられるが、関連する公文書があるか分からない」と回答し、県民歌の存在および制定事実そのものを否定する従来の見解を修正している。
また、同年8月には1974年（昭和49年）に開館した明石市の兵庫県立図書館でも県政資料館にあるものと同じ楽譜が所蔵されていることが明らかになったが、2004年（平成16年）の時点では館内においてこの楽譜の存在は把握されていなかった。